# Ziabar
Ziabar (persiska: ضیابر, Ẕīā’ Bar, Ẕīābar) är en ort i Iran.   Den ligger i provinsen Gilan, i den nordvästra delen av landet, 270 km nordväst om huvudstaden Teheran. Antalet invånare är 4 500.
Terrängen runt Ziabar är platt. Runt Ziabar är det tätbefolkat, med 493 invånare per kvadratkilometer. Närmaste större samhälle är Bandar-e Anzalī, 19,4 km öster om Ziabar. Trakten runt Ziabar består till största delen av jordbruksmark.